# Glenea formosana
Glenea formosana es una especie de escarabajo del género Glenea, familia Cerambycidae. Fue descrita científicamente por Schwarzer en 1925.
Habita en Taiwán. Esta especie mide 10-13 mm.

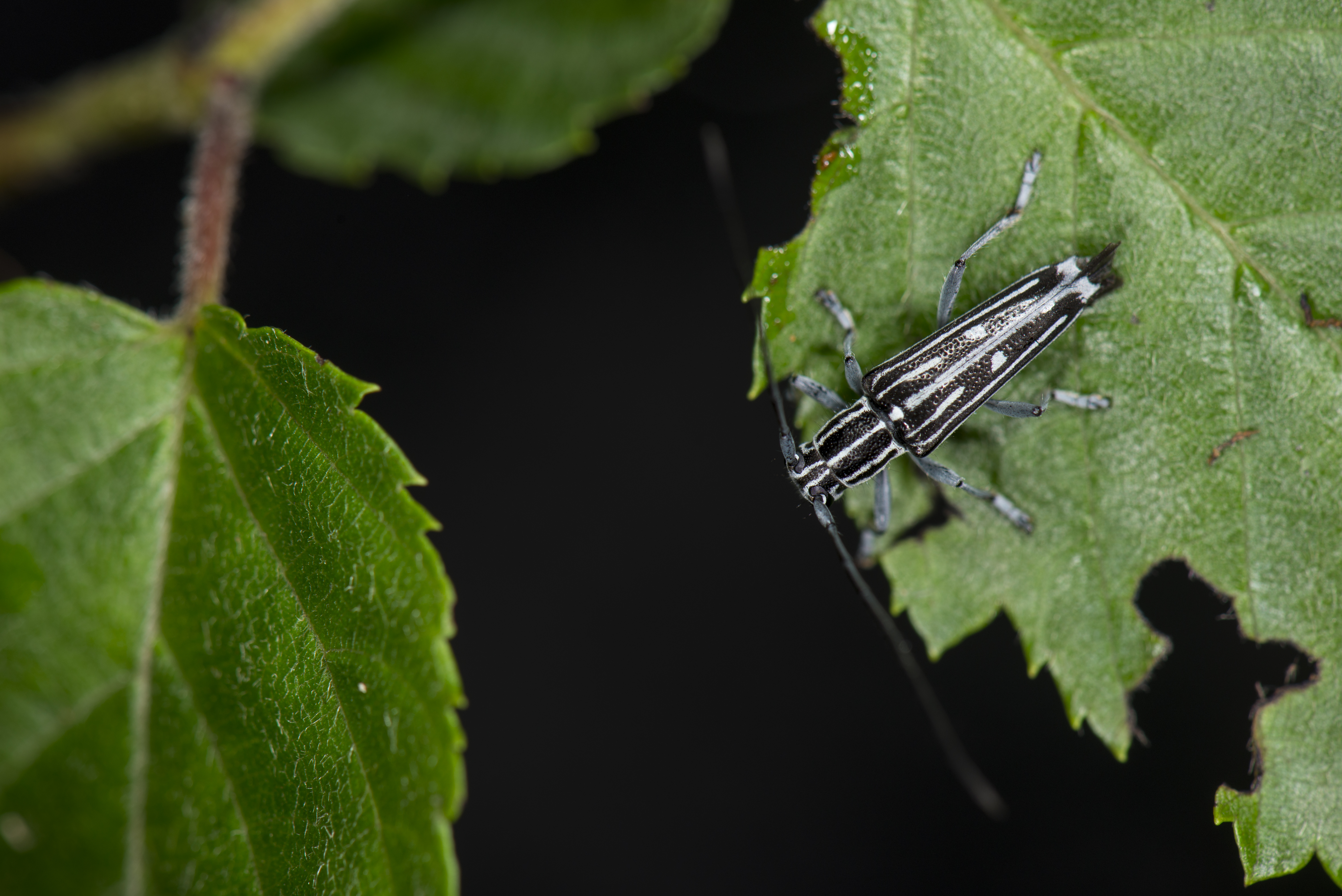
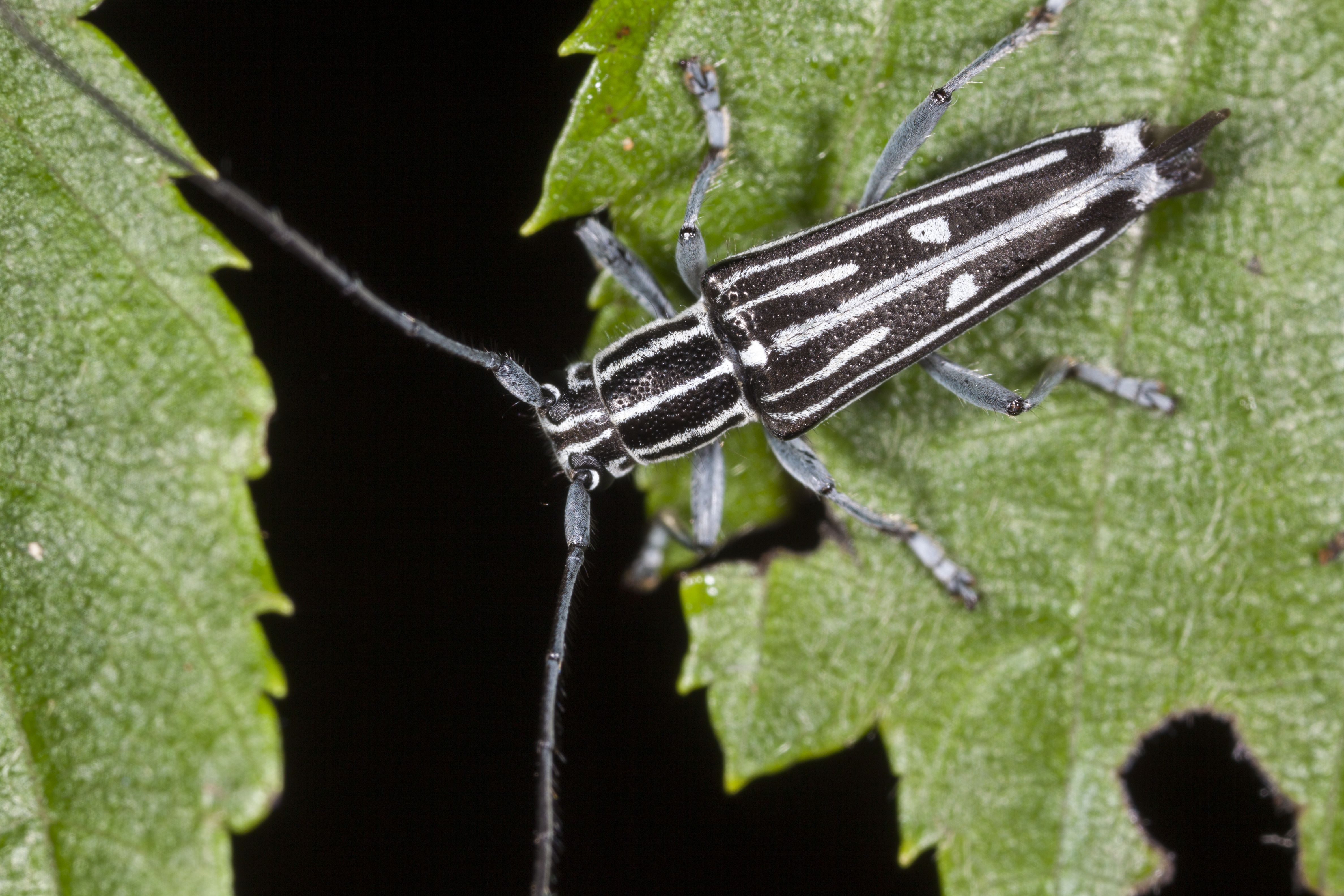
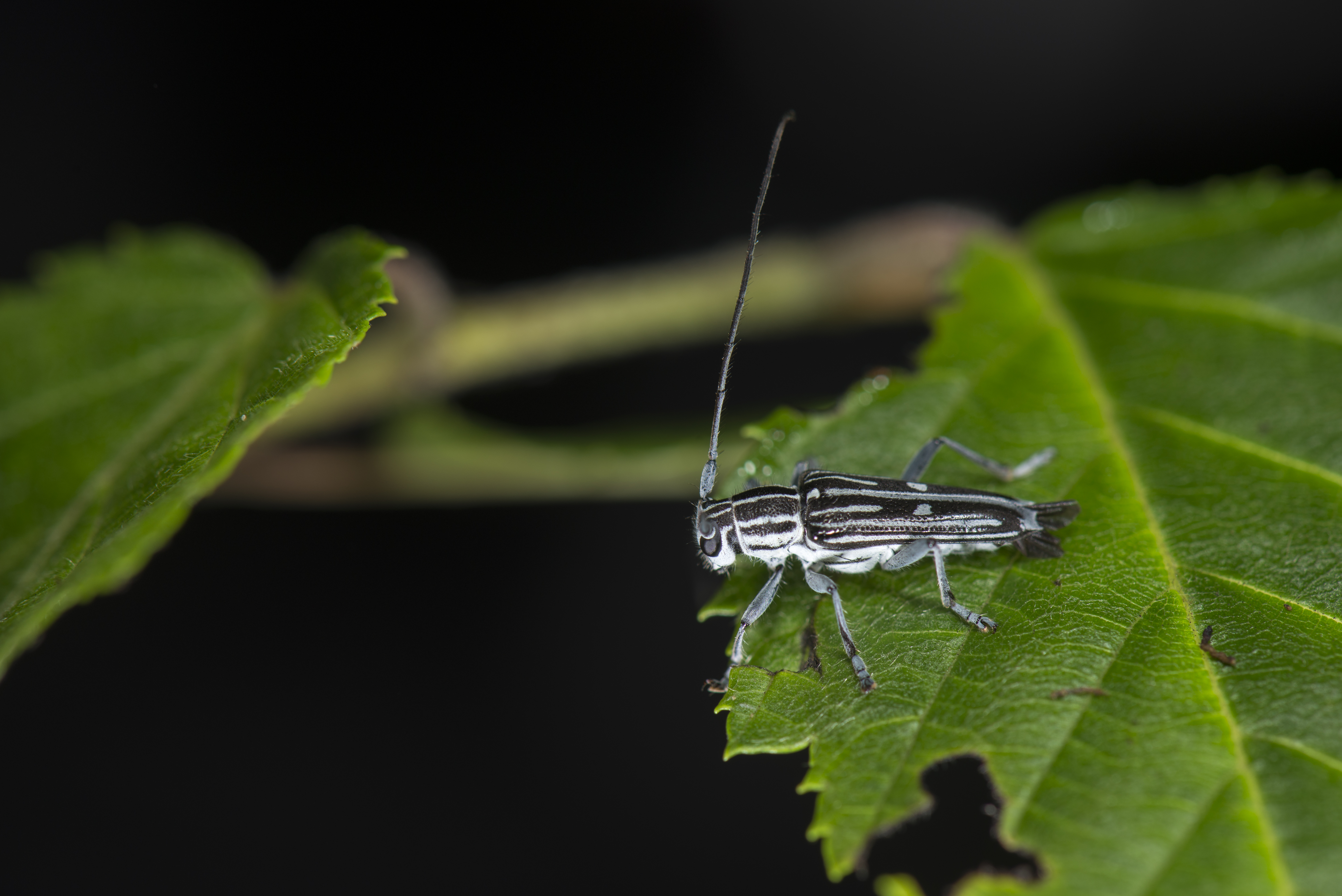